# Стенче
Стенче (изписване до 1945 година: Стѣнче; на македонска литературна норма: Стенче; на албански: Stençe) е село в Северна Македония, в Община Бървеница.

## География
Селото се намира в областта Горни Полог, в склоновете на Сува гора, на десния бряг на реката Вардар. Село Стенче се намира между селата Вълковия и Теново. Селото е на 25 km южно от Тетово и на 14 км северно от Гостивар. Дели се на четири махали - Горна, Долна, Янкоска и Бутурска.

## История
На 1 km източно над Стенче е къстоантичната и средновековна крепост Градище.
В 1896 година Гьорче Петров отбелязва народно предание, че близо до селото се е намирала крепостта Стена, чието име е пренесено на днешното село Стенче. Според местни предания, записани от Йован Трифуноски,  старото селище - Стенье, се е намирало по-надолу от днешното, край Вардар и е било разрушено от турците при завладяването на Полог. Родовете, чиито предци са живели на старото място, са Сакаровци, Мойсовци и Луканои.
В обобщен списък на джизието на немюсюлманите от вилаета Калканделен от 18 юли 1628 година селото е отбелязано като Истениче, с 54 ханета (домакинства).
В църквата „Свети Илия“ в Стенче в 1866 година работи Дичо Зограф, а по-късно синът му Аврам Дичов.
В края на XIX век Стенче е българско село в Тетовска каза на Османската империя. Според статистиката на Васил Кънчов („Македония. Етнография и статистика“) от 1900 г. Стѣнче е село, населявано от 680 жители българи християни.
През учебната 1897-1898 година в Стенче работи българско училище.
Цялото население на селото е под върховенството на Българската екзархия. По данни на секретаря на екзархията Димитър Мишев („La Macédoine et sa Population Chrétienne“) в 1905 година в Стенче има 664 българи екзархисти и в селото функционира българско училище. Към 1906-1907 година енорийски свещеници в селото са Никола Василев и Апостол Попаврамов
По време на Балканската война в 1912 година 4 души от селото се включват като доброволци в Македоно-одринското опълчение.
В 1912 година лидерът на албанското въстание в Тетовско Мехмед паша Дерала налага на българите в Тетово 700 лири данък, а на българските села Вълковия и Стенче – 300.
По време на българското управление на Вардарска Македония през Първата световна война Стенче е част от Вълковска община в Тетовска околия и има 687 жители.
Според Афанасий Селишчев в 1929 година Стенче е център на Стенчевска община с три села в Долноположкия срез и има 101 къщи с 957 жители българи.
През 1947 година в селото има 19 рода, разпределени в 160 къщи.
Според преброяването от 2002 година селото има 150 жители.
| Националност | Всичко |
| македонци    | 149    |
| албанци      | 0      |
| турци        | 0      |
| роми         | 0      |
| власи        | 0      |
| сърби        | 1      |
| бошняци      | 0      |
| други        | 0      |

## Личности
Родени в Стенче
- Безистен Илчев, македоно-одрински опълченец, 24-годишен; търговец; основно образование; Огнестрелен парк - МОО; 30.XI.1912г. - неизвестно[18]
- Божил Божанич, македоно-одрински опълченец, 53-годишен; кафеджия; 2-а рота на Кюстендилската дружина; 29.IX.1912г. - неизвестно[19]
- Георги Тодоров (1877 - ?), български революционер от ВМОРО
- Стеван Израиловски (р. 1929), сръбски балетист
- Никола Василевски (1871-1945), български екзархийски свещеник
- Стоян Израилов Симов, македоно-одрински опълченец, 24-годишен; работник; III отделение ; 1-а рота на 2-а Скопска дружина; 1.X.1912г. - неизвестно[20]
- Филип Костадинов, македоно-одрински опълченец, 25-годишен; търговец; основно образование; Огнестрелен парк - МОО; 30.IX.1912г. - неизвестно[21]